# Leintz-Gatzaga
Leintz-Gatzaga (en castellà també se l'anomena Salinas de Léniz) és un municipi de Guipúscoa, de la comarca de l'Alt Deba. Limita al nord i est amb Eskoriatza, a l'est queda el municipi alabès de Barrundia, al sud el municipi alabès d'Arratzu-Ubarrundia i a l'oest el municipi alabès de Legutiano.

## Etimologia del nom
El nom prové de l'existència d'unes importants salines als voltants del poble, que van ser la raó de la fundació de la vila. En l'actualitat ja no s'exploten comercialment i són seu d'un museu. L'apel·latiu Leintz fa referència al nom de la vall en el qual està enclavada la població. El municipi se situa en la capçalera de la Vall de Leintz, que és el nom que rep al seu torn la part més alta de la vall del riu Deba. La Vall de Leintz inclou també les poblacions d'Arrasate, Aretxabaleta i Eskoriatza.
En l'actualitat la denominació de vall de Leniz o Leintz s'utilitza normalment en contextos històrics, sent la denominació comuna d'aquest, comarca de l'Alt Deba. L'origen del topònim Léniz/Leintz és fosc. Segons alguns filòlegs podria tenir un origen llatí.

## Demografia
| 1900 | 1910 | 1920 | 1930 | 1940 | 1950 | 1960 | 1970 | 1981 | 1991 | 2000 | 2005 |
| ---- | ---- | ---- | ---- | ---- | ---- | ---- | ---- | ---- | ---- | ---- | ---- |
| 503  | 473  | 424  | 394  | 353  | 392  | 408  | 293  | 232  | 207  | 260  | 250  |

## Personatges il·lustres
- Karra Elejalde: Actor, guionista i director de cinema.
- Jesús José Sagredo Zuloaga (1874-1923) compositor, musicògraf i historiador.